# Liga Nacional de Birmania 2015
La LNB Ooredoo 2015 es la sexta temporada de la Liga Nacional de Birmania. La primera jornada de la temporada fue estipulada para el 11 de enero de 2015. La temporada se detendrá por 3 meses, debido a los Juegos del Sudeste Asiático, a disputarse en Singapur.
La ventana de transferencia de la LNB 2015 estuvo abierta desde el 19 de mayo hasta el 18 de junio.

## Equipos

### Datos generales
| Club               | Entrenador           | Provincia   | Estadio             | Aforo |
| ------------------ | -------------------- | ----------- | ------------------- | ----- |
| Ayeyawady United   | Marjan Sekulovski    | Ayeyawady   | Estadio Kyaut Tie   | 3000  |
| Chin United        | Htay Myint           | Chin        | Estadio Har Kharr   | 4000  |
| Hantharwady United | Ngwe Tun             | Pagoo       | Estadio Pagoo       | 4000  |
| Kanbawza           | Soe Myat Min         | Taunggyi    | Estadio Taunggyi    | 4500  |
| Magway             | U Kyi Lwin           | Magway      | Estadio Magway      | 3000  |
| Manaw Myay         | Emerson Alcântara    | Kachin      | Estadio Swomprabon  | 3000  |
| Nay Pyi Taw        | U Myo Hlaing Win     | Nay Pyi Taw | Estadio Paung Laung | 15000 |
| Rakhine United     | U Win Tin            | Rakhine     | Estadio Vaysali     | 5000  |
| Yadanarbon         | U Kyi Naing          | Mandalay    | Estadio Bahtoo      | 17000 |
| Yangon United FC   | Miodrag Ješić        | Rangún      | Yangon United       | 3500  |
| Zeyar Shwe Myay    | Stefan Hansson       | Siggai      | Estadio Monywa      | 5000  |
| Zwegapin United    | Kevin Michael Reeves | Kayin       | Estadio Hpa-An      | 3000  |

### Jugadores extranjeros
El número de jugadores extranjeros está limitado a cuatro por equipo, incluyendo un cupo para un jugador de países de la AFC.
| Club               | Jugador 1          | Jugador 2          | Jugador 3       | Jugador AFC   |
| ------------------ | ------------------ | ------------------ | --------------- | ------------- |
| Ayeyawady United   | Anderson Ebimo     | Riste Naumov       | Edison Fonseca  | Sim Woo Sub   |
| Chin United        | Idoko Mathew       | Jean Gnonsian      | Clarke Clifford |               |
| Hantharwady United |                    |                    |                 |               |
| Kanbawza FC        | Caleb Folan        | Obadin Aikhena     |                 | Mohamed Arif  |
| Magway FC          | Sylla Sekou        | Micheal Alloysius  | Di Jam          |               |
| Manawmye FC        |                    |                    |                 |               |
| Nay Pyi Taw FC     | Samuel Hanson      | Junior Ondoua      |                 | Jung Yoon Sik |
| Yadanarbon FC      | Djedje Maximin     | Okpechi Happiness  |                 |               |
| Rakhine United FC  | Bernard Achaw      | Nyako Jordan Ayuba |                 |               |
| Yangon United FC   | César Augusto      | Emerson Luiz       | Luiz Fernando   | Seiji Kaneko  |
| Zeyashwemye FC     | Aleksandar Vasilev | Silva Rodrigo      |                 |               |
| Zwekapin United FC | Tihomir Zivkovic   | Durica Zuparic     | Dragan Cicovic  |               |

## Tabla general
Actualizado al 19 de julio de 2016.
|  |     | Equipos de fútbol  | PJ | G  | E  | P  | GF | GC | Dif | Pts |
|  | --- | ------------------ | -- | -- | -- | -- | -- | -- | --- | --- |
|  | 01. | Yangon United FC   | 22 | 17 | 3  | 2  | 61 | 28 | +33 | 54  |
|  | 02. | Yadanarbon FC      | 22 | 14 | 4  | 4  | 53 | 30 | +23 | 46  |
|  | 03. | Magway             | 22 | 10 | 10 | 2  | 40 | 23 | +17 | 40  |
|  | 04. | Ayeyawady United   | 22 | 10 | 6  | 6  | 38 | 29 | +9  | 36  |
|  | 05. | Shan United FC     | 22 | 10 | 5  | 7  | 38 | 33 | +5  | 35  |
|  | 06. | Zwegapin United    | 22 | 7  | 4  | 11 | 25 | 34 | -9  | 25  |
|  | 07. | Hantharwady United | 22 | 5  | 9  | 8  | 25 | 26 | -1  | 24  |
|  | 08. | Zeyar Shwe Myay    | 22 | 5  | 8  | 9  | 30 | 38 | -8  | 23  |
|  | 09. | Chin United        | 22 | 6  | 5  | 11 | 24 | 34 | -10 | 23  |
|  | 10. | Rakhine United     | 22 | 6  | 3  | 13 | 27 | 47 | -20 | 21  |
|  | 11. | Manaw Myay         | 22 | 5  | 4  | 13 | 21 | 41 | -20 | 19  |
|  | 12. | Nay Pyi Taw        | 22 | 4  | 5  | 13 | 23 | 42 | -19 | 17  |

Pts = Puntos; PJ = Partidos jugados; G = Partidos ganados; E = Partidos empatados; P = Partidos perdidos; GF = Goles anotados; GC = Goles recibidos; Dif = Diferencia de goles
|  | Ronda de Play-Off de la Liga de Campeones 2016 |
|  | Descenso a la MNL-2                            |

## Estadísticas

### Goleadores
| Pos. | Jugador        | Club                | Goles |
| ---- | -------------- | ------------------- | ----- |
| 1    | César Augusto  | Yangon United       | 14    |
| 2    | Riste Naumov   | Ayeyawady United    | 7     |
| 3    | Soe Min Naing  | Magway FC           | 7     |
| 4    | Edison Fonseca | Ayeyawady United FC | 5     |
| 5    | Sylla Sekou    | Magway FC           | 4     |
| 6    | Kyaw Ko Ko     | Yangon United FC    | 4     |